# Salta Basket
Salta Basket es un equipo profesional de baloncesto de la ciudad de Salta, creado en el año 2014. En 2017 disputó La Liga Nacional, siendo el primer equipo salteño en participar en la máxima división del básquet argentino. En esa temporada no logró mantener la categoría y descendió.
Actualmente, su equipo se encuentra en la segunda división nacional. En 2019 logró su primer título oficial al ganar el Torneo Súper 4 de la segunda división, torneo entre los cuatro mejores equipos de la primera fase, y que le permitió disputar al finalizar la temporada, el acceso a la Liga Sudamericana de Clubes.

## Historia
En 2014, el equipo salteño Villa 20 de Febrero logró el ascenso desde la Liga C al Torneo Federal. En ese momento; y para disputar la tercera división nacional; surge el proyecto de crear una franquicia que represente al básquet salteño. Con la base de jugadores que lograron el ascenso, refuerzos de jerarquía, y el consenso de los directivos de la Asociación Salteña de Básquet; se decide crear "Salta Basket", con la intención de fomentar este deporte en niños y jóvenes salteños.

### Torneo Federal de 2015
En 2014 arrancó una nueva temporada del Torneo Federal y en ella apareció Salta Basket, que contó con la base de jugadores de Villa 20 de Febrero; y algunos refuerzos de categoría. Entre ellos estaban Eric Freeman, Gastón García, Manuel Luna, Alfredo Ganami y Emiliano Correa.
El equipo disputó 28 partidos, ganó 22 partidos y perdió 6 partidos, accediendo así a los play-offs como el mejor de su conferencia y salteando la reclasificación. Salta disputó los cuartos de final regional ante Sanjustino, al cual venció en la serie 3 a 2. Posterior a ello superó a Atlético Rosario del Tala con el mismo resultado, y llegó a la final regional ante Parque Sur, con ventaja de localía, donde se disputó un ascenso al Torneo Nacional de Ascenso, segunda división. Parque Sur ganó la serie 3 a 1 y logró el ascenso.

### Torneo Nacional de Ascenso
Tras su gran temporada en el Torneo Federal, Salta Basket es invitado a sumarse a la segunda división nacional.

El hecho de que Salta Basket sea parte del TNA es profundizar lo que venimos haciendo en materia de deporte en la provincia. Con la presencia del equipo en el mapa nacional, Salta tendrá más que beneficios deportivos, se ampliará al abanico de oportunidades para todos los salteños.
Tupac Puggioni, presidente de la Asociación Salteña de Básquet Masculino y responsable de Salta Basket.

Tras comprar la plaza, Salta Basket disputó su primera temporada en la segunda división en 2015, donde integró la división norte de la Conferencia Norte. 
El equipo estuvo integrado por Maximiliano Ríos, Gastón García, Gregorio Eseverri, Federico Parada, el extranjero nacionalizado Eric Freeman y Makal Stibbins; más Cristian Verón (U21), Álvaro Álvarez (U23), Franco Velarde y Álvaro Romano (juveniles). El entrenador siguió siendo Ricardo De Cecco. En medio de la temporada Eric Freeman fue reemplazado por Sebastián Uranga (hijo).
Inauguró la temporada en el Polideportivo Delmi ante Comunicaciones de Mercedes con victoria 84 a 62. En la primera ronda, logró 6 victorias en 12 partidos y terminó la fase regular noveno, con 16 victorias (10 en segunda fase) en 36 partidos. En play-offs cayó ante Echagüe de Paraná en 4 partidos; perdiendo los dos primeros en Entre Ríos, ganando el tercero y cayendo en el último, ambos disputados en el Delmi.
En su segunda temporada, Salta Basket renovó con Ricardo De Cecco como entrenador, y con el jugador Gregorio Eseverri. Contrató a Rodrigo Haag (U23), Nicolás Copello, Joaquín Giordana y Alejandro Zurbriggen. También integraron el equipo; Clarence Matthews y Joel McIntosh, ambos extranjeros, Federico Parada, Nicolás Crausaz, Roberto Fernández Molina, Cristian Cruz e Iván Vicentín (juveniles). A mitad de temporada, se sumaron los extranjeros Prowell y Okoye.
Integró nuevamente la conferencia norte y la división norte. Logró 6 victorias en 12 partidos, en la primera ronda, y luego cosechó 13 victorias en 24 partidos, cerrando la fase regular con 19 partidos ganados y 17 perdidos. Acabó en la sexta ubicación y disputó el repechaje ante Independiente BBC de Santiago del Estero. Los infernales ganaron el primer juego pero no pudieron en el segundo, ambos como locales, y después cayeron en el tercer y cuarto juego jugados en Santiago del Estero para quedar eliminados del Torneo Nacional de Ascenso 2016-17.

### Llegada a La Liga y descenso
En 2017 Libertad de Sunchales dejó la máxima división y los dirigentes de la Asociación de Clubes empezaron a buscarle reemplazante. La primera invitación fue para el equipo subcampeón del TNA 2016-17, Estudiantes de Olavarría, y a la par, Salta Basket expresó la intención de participar en La Liga. El conjunto salteño necesitaba asegurarse más dinero, para poder participar en La Liga y además, la plaza vacante correspondía, por mérito deportivo, al equipo bonaerense.
En julio de 2017, el equipo olavarriense decidió no aceptar la invitación, quedando en carrera solamente Salta Basket para ocupar esa plaza, y a su vez, el equipo salteño logra conseguir el dinero necesario que le demanda disputar la máxima categoría. El 28 de julio se hizo oficial el intercambio de plazas entre Libertad de Sunchales y Salta Basket y así los infernales llegan a La Liga, siendo el primer equipo salteño en llegar a la máxima categoría en 33 ediciones.
El equipo confirmó a Ricardo De Cecco como su entrenador y se reforzó con Diego Gerbaudo, Rodrigo Haag (U23), y Pablo Espinoza, que venía de ser subcampeón con Regatas Corrientes. Luego contrató a Alejandro Zilli, Emilio Stucky (U23), Lucas Goldenberg, y los norteamericanos Quinnell Brown, Reginald Buckner, y Ricky Harris. Durante la temporada debido a problemas de adaptación, Buckner es reemplazado por Randal Falker, el cual no duraría mucho en el equipo y es suplantado por el ex NBA Al Thornton. Gabriel Mikulas, hace lo propio con Quinnell Brown. A falta de dos partidos para terminar la temporada y cuando el equipo marchaba último con 10 victorias y 26 derrotas Ricardo De Cecco dejó su cargo por motivos personales y fue reemplazado por Leandro Hiriart, quien ya había dirigido un partido anteriormente cuando De Cecco no pudo estar al frente del equipo.
Tras finalizar último en la fase regular, con 11 victorias en 38 partidos, el equipo disputó una serie al mejor de cinco partidos contra el penúltimo, Ferro de Buenos Aires, para ver que equipo mantenía la categoría. La serie arrancó en Buenos Aires donde el local ganó los dos partidos jugados (82 a 69 y 88 a 69) y la serie viajó a Salta 0 a 2 para los infernales. En el Delmi el local empató la serie ganando los dos partidos (102 a 95 y 87 a 83) y así el descenso se definió en Caballito. En su estadio, Ferro derrotó claramente al equipo de Hiriart 90 a 60 y decretó el descenso de Salta Basket.

### Nuevamente en segunda división
Salta encaró la vuelta a la segunda división renovando con Leandro Hiriart, el entrenador, y con el base Diego Gerbaudo. Además contrató a Lisandro Rasio, Gregorio Eseverri, Facundo Dellavalle, Lisandro Fernández, Federico Mariani, y el extranjero Scott Cutley. En la primera fase integró la División Norte, donde logró nueve victorias en catorce partidos y clasificó al Torneo Súper 4, que reúne a los cuatro mejores equipos de la primera fase del torneo. En ese petit torneo ganó ambos partidos que jugó, la semifinal 65 a 64 al local Tomás de Rocamora y la final, 93 a 83 a Barrio Parque, y así logró su primer título oficial. Durante la segunda parte de la temporada el equipo logró 16 victorias en 26 partidos, quedando quinto en la conferencia y clasificando a los octavos de final, donde derrotó a Lactear Tiro Federal 3 a 1 en la serie. En cuartos de final de conferencia, octavos de final nacional, quedó eliminado por Hindú de Resistencia en cuatro partidos y así terminó su participación en el torneo.

#### Clasificación y participación internacional
Salta Basket encaró la temporada 2019-2020 como equipo de segunda división, con un presupuesto acorde a la categoría, pero también como campeón del Súper 4, logro que lo clasificó a disputar la Superfinal de la Liga Argentina ante Platense, equipo campeón de la Liga Argentina y ascendido a la Liga Nacional. Ante ese panorama y en el estadio de Instituto de Córdoba, a partido único, disputó ante el equipo calamar la Superfinal y la clasificación a la Liga Sudamericana.

Para Salta sería histórico. Nunca ningún equipo deportivo de la provincia jugó un torneo internacional. Así que estamos con mucho entusiasmo.
Esteban Gatti, entrenador del equipo.

En dicho partido Salta salió victorioso y así logró un título y la clasificación a un torneo internacional. En dicho certamen, los infernales fueron eliminados en semifinales, constituyendo una destacada participación.
| Pos. | Equipo           | Pts | PJ | PG | PP | PF  | PC  | Dif |
| ---- | ---------------- | --- | -- | -- | -- | --- | --- | --- |
| 1.   | Salta Basket     | 6   | 3  | 3  | 0  | 224 | 183 | +41 |
| 2.   | Botafogo         | 5   | 3  | 2  | 1  | 210 | 201 | +9  |
| 3.   | Nacional         | 4   | 3  | 1  | 2  | 191 | 200 | –9  |
| 4.   | BB de San Andrés | 3   | 3  | 0  | 3  | 196 | 237 | –41 |

|  | Clasificado a la siguiente fase del torneo. |

| 22 de octubre, 19:10 | Botafogo                                                                              | 65–73                | Salta Basket                                               | San Andrés                                                                                 |  |
|                      | Parciales: 13–14, 15–25, 17–25, 20–9                                                  |                      |                                                            |                                                                                            |  |
|                      | Estadísticas Henrique Coelho 12 Lucas, Henrique Coelho, Du Sommer 5 Henrique Coelho 5 | Reporte Pts Reb Asts | Estadísticas 15 C. Schoppler 5 J. Hierrezuelo 4 M. Bolívar | Pabellón: Ginny Bay Coliseum Árbitros: Américo Rodríguez Sebastián Negrón Oswaldo Chirinos |  |

| 22 de octubre, 21:30 | San Andrés                                          | 64–77                | Nacional                                                                                                | San Andrés                                                                                           |  |
|                      | Parciales: 26–22, 13–20, 21–19, 4–16                |                      | | |  |
|                      | Estadísticas M. Jackson 15 M. Jackson 7 D. Mattox 5 | Reporte Pts Reb Asts | Estadísticas 17 S. Moglia, K. Austin 8 K. Austin 3 K. Austin, Y. Flores Rosario, M. Romero Schiaffarino | Pabellón: Ginny Bay Coliseum Árbitros: Daniel García Nieves Kristian Páez Arteaga Jesús López Monroy |  |

| 23 de octubre, 19:10 | Nacional                                                              | 57–73                | Botafogo                                    | San Andrés                                                                                         |  |
|                      | Parciales: 9–20, 23–16, 11–19, 14–18                                  |                      |                                             | |  |
|                      | Estadísticas M. Souberbielle 17 K. Austin 10 M. Romero Schiaffarino 6 | Reporte Pts Reb Asts | Estadísticas 14 Du Sommer 7 Cauê 5 J. Smith | Pabellón: Ginny Bay Coliseum Árbitros: Daniel García Nieves Sebastián Negrón Kristian Páez Arteaga |  |

| 23 de octubre, 21:30 | Salta Basket                                                                | 88–61                | San Andrés                                           | San Andrés                                                                                          |  |
|                      | Parciales: 15–22, 22–18, 22–8, 29–13                                        |                      |                                                      | |  |
|                      | Estadísticas M. Bolívar, T. O´garro Jr. 19 T. O´garro Jr. 12 C. Schoppler 5 | Reporte Pts Reb Asts | Estadísticas 13 M. Jackson 8 M. Jackson 4 M. Jackson | Pabellón: Ginny Bay Coliseum Árbitros: Américo Rodríguez Felipe Valenzuela Barrera Oswaldo Chirinos |  |

| 24 de octubre, 19:10 | Nacional                                                        | 57–63                | Salta Basket                                                              | San Andrés                                                                                               |  |
|                      | Parciales: 15–8, 16–13, 18–24, 8–18                             |                      |                                                                           | |  |
|                      | Estadísticas K. Austin 22 H. Passos 12 M. Romero Schiaffarino 3 | Reporte Pts Reb Asts | Estadísticas 10 M. Bolívar, N. Buchaillot 5 cuatro jugadores 3 M. Bolívar | Pabellón: Ginny Bay Coliseum Árbitros: Daniel García Nieves Felipe Valenzuela Barrera Jesús López Monroy |  |

| 24 de octubre, 21:30 | San Andrés                                          | 71–72                | Botafogo                                                                               | San Andrés                                                                                     |  |
|                      | Parciales: 18–19, 19–17, 20–19, 14–17               |                      |                                                                                        |                                                                                                |  |
|                      | Estadísticas L. Almanza 18 M. Jackson 8 D. Mattox 6 | Reporte Pts Reb Asts | Estadísticas 23 J. Smith 8 F. Mcswain Jr. 3 Henrique Coelho, Du Sommer, F. Mcswain Jr. | Pabellón: Ginny Bay Coliseum Árbitros: Sebastián Negrón Kristian Páez Arteaga Oswaldo Chirinos |  |

| Pos. | Equipo            | Pts | PJ | PG | PP | PF  | PC  | Dif |
| ---- | ----------------- | --- | -- | -- | -- | --- | --- | --- |
| 1.   | Botafogo          | 6   | 3  | 3  | 0  | 233 | 197 | +36 |
| 2.   | Ciclista Olímpico | 5   | 3  | 2  | 1  | 228 | 209 | +19 |
| 3.   | Nacional          | 4   | 3  | 1  | 2  | 210 | 227 | –17 |
| 4.   | Salta Basket      | 3   | 3  | 0  | 3  | 201 | 215 | –14 |

|  | Clasificado a la siguiente fase del torneo. |

| 19 de noviembre, 19:10 | Botafogo                                       | 62–61                | Salta Basket                                           | La Banda                                                                                                  |  |
|                        | Parciales: 13–11, 15–18, 13–14, 21–18          |                      |                                                        | |  |
|                        | Estadísticas Cauê 16 Cauê 12 Henrique Coelho 3 | Reporte Pts Reb Asts | Estadísticas 16 C. Schoppler 7 M. Bolívar 8 M. Bolívar | Pabellón: Estadio Vicente Rosales Árbitros: Américo Rodríguez Nicolás Flores Ávalos Kristian Páez Arteaga |  |

| 19 de noviembre, 21:30 | Ciclista Olímpico                                                                | 81–68                | Nacional                                                       | La Banda                                                                                               |  |
|                        | Parciales: 14–15, 25–26, 21–13, 21–14                                            |                      |                                                                | |  |
|                        | Estadísticas K. Guzmán, T. Gaskins 15 D. Tintorelli 13 T. Gaskins, R. Gallegos 5 | Reporte Pts Reb Asts | Estadísticas 19 K. Austin 6 D. Montel 4 M. Romero Schiaffarino | Pabellón: Estadio Vicente Rosales Árbitros: Rodrigo Mejía Mesa Carlos Vélez Londoño Jesús López Monroy |  |

| 20 de noviembre, 19:10 | Nacional                                                                     | 69–79                | Botafogo                                            | La Banda                                                                                                  |  |
|                        | Parciales: 15–20, 19–16, 7–18, 28–25                                         |                      |                                                     | |  |
|                        | Estadísticas M. Romero Schiaffarino 13 R. Jackson 7 M. Romero Schiaffarino 4 | Reporte Pts Reb Asts | Estadísticas 24 Lucas 8 Arthur 5 Paulinho, J. Smith | Pabellón: Estadio Vicente Rosales Árbitros: Rodrigo Mejía Mesa Carlos Vélez Londoño Kristian Páez Arteaga |  |

| 20 de noviembre, 21:30 | Salta Basket                                                     | 73–80                | Ciclista Olímpico                                                    | La Banda |  |
|                        | Parciales: 14–20, 21–18, 16–22, 22–20                            |                      |                                                                      | |  |
|                        | Estadísticas M. Bolívar 22 S. González 5 M. Bolívar, F. Bazani 4 | Reporte Pts Reb Asts | Estadísticas 18 K. Guzmán 6 D. Tintorelli, R. Gallegos 6 R. Gallegos | Pabellón: Estadio Vicente Rosales Árbitros: Américo Rodríguez Nicolás Flores Ávalos Felipe Valenzuela Barrera |  |

| 21 de noviembre, 19:10 | Nacional                                                       | 73–67                | Salta Basket                                                                | La Banda                                                                                                  |  |
|                        | Parciales: 27–18, 9–16, 23–20, 14–13                           |                      |                                                                             | |  |
|                        | Estadísticas D. Montel 19 K. Austin 7 M. Romero Schiaffarino 6 | Reporte Pts Reb Asts | Estadísticas 14 C. Cardo, N. Stucky 8 N. Stucky 4 M. Bolívar, N. Buchaillot | Pabellón: Estadio Vicente Rosales Árbitros: Nicolás Flores Ávalos Carlos Vélez Londoño Jesús López Monroy |  |

| 21 de noviembre, 21:30 | Ciclista Olímpico                                    | 67–68                | Botafogo                                                | La Banda                                                                                                   |  |
|                        | Parciales: 20–16, 13–14, 23–9, 11–29                 |                      |                                                         | |  |
|                        | Estadísticas T. Gaskins 18 K. Guzmán 7 R. Gallegos 5 | Reporte Pts Reb Asts | Estadísticas 24 J. Smith 6 Arthur, Du Sommer 4 Paulinho | Pabellón: Estadio Vicente Rosales Árbitros: Rodrigo Mejía Mesa Américo Rodríguez Felipe Valenzuela Barrera |  |

## Uniforme
La camiseta de Salta Basket tiene los colores de la bandera de la provincia. Es predominante el rojo oscuro, con vivos en celestes y blancos. La marca que la confecciona es Sonder.
| Conjunto local | Conjunto visitante | Bandera de Salta |

## Instalaciones
Salta Basket disputa sus partidos como local en , el Estadio Delmi. El polideportivo, propiedad del gobierno provincial, cuenta con capacidad para 10 000 espectadores y además es sede recurrente de varios eventos deportivos profesionales de distintos seleccionados nacionales, como el de baloncesto, o el de voleibol.
En 2017 y como motivo de la llegada a La Liga por parte del equipo, se invirtió 2,6 millones de pesos en refacción del suelo de parqué.

## Datos del club
Movilidad interdivisional
| Participación en torneos nacionales - Temporadas en Primera División: 1 (2017-18) - Mejor puesto en la liga: (2017-18): 20° de 20. Descendió. - Temporadas en Segunda División: 5 (2015-16, 2016-17, 2018-19, 2019-20, 2021) - Mejor puesto en la liga: (2021): Cuartos de final. - Temporadas en Tercera División: 1 (2014-15) - Mejor puesto en la liga: (2014-15): Finalista Regional, semifinal a nivel nacional. Participación en copas nacionales - Torneo Súper 20 - Liga Nacional: 1 (2017) - Mejor puesto: Cuartos de final. (2017) - Súper Copa - Liga Argentina: 1 (2019) - Mejor puesto: Campeón. (2019) - Torneo Súper 4 - Liga Argentina: 1 (2019) - Mejor puesto: Campeón. (2019) | Participación en torneos internacionales - Temporadas en Liga Sudamericana de Clubes: 1 (2019) - Mejor puesto: Semifinal - Grupo F. |

| \| \| Club \| País - Provincia \| Ciudad - Barrio \| PJ \| PG \| PP \| TF \| TC \| Dif PJ \| Ámbito \| \| \| ---------------------------------------------------------- \| ------------------------ \| ------------------------- \| --- \| --- \| --- \| ------- \| ------- \| --------------------------------- \| --------------------------------- \| \| \| Z: En Torneos Internacionales \| \| \| \| \| \| \| \| \| \| \| \| Ciclista Olímpico \| Argentina \| La Banda \| 1 \| 0 \| 1 \| 73 \| 80 \| -1 \| Liga Sudamericana \| \| \| Barrack & Bay Basket \| Colombia \| Isla de San Andrés \| 1 \| 1 \| 0 \| 88 \| 61 \| +1 \| Liga Sudamericana \| \| \| Botafogo \| Brasil \| Río de Janeiro \| 2 \| 1 \| 1 \| 134 \| 127 \| 0 \| Liga Sudamericana \| \| \| Nacional \| Uruguay \| Montevideo \| 2 \| 1 \| 1 \| 130 \| 130 \| 0 \| Liga Sudamericana \| \| \| Z: En Torneos Nacionales \| \| \| \| \| \| \| \| \| \| \| \| Ameghino \| Córdoba \| Villa María \| 7 \| 4 \| 3 \| 557 \| 569 \| +1 \| TNA \| \| \| Argentino de Junín \| Buenos Aires \| Junín \| 2 \| 0 \| 2 \| 158 \| 172 \| -2 \| La Liga \| \| \| Asociación Mitre \| Tucumán \| San Miguel de Tucumán \| 4 \| 2 \| 2 \| 328 \| 333 \| 0 \| TNA \| \| \| Atenas de Córdoba \| Córdoba \| Córdoba \| 4 \| 1 \| 3 \| 333 \| 247 \| -2 \| La Liga, Torneo Super 20 \| \| \| Barrio Parque \| Córdoba \| Córdoba \| 12 \| 5 \| 7 \| 948 \| 976 \| -2 \| TNA, Torneo Super 4 \| \| \| Boca Juniors \| C.A.B.A \| La Boca \| 2 \| 1 \| 1 \| 131 \| 131 \| 0 \| La Liga \| \| \| Central Argentino Olímpico \| Santa Fe \| Ceres \| 9 \| 5 \| 4 \| 760 \| 739 \| +1 \| TNA \| \| \| Ciclista Olímpico \| Santiago del Estero \| La Banda \| 4 \| 4 \| 0 \| 310 \| 206 \| +4 \| La Liga, Torneo Super 20 \| \| \| Cólon \| Santa Fe \| Santa Fe \| 2 \| 0 \| 2 \| 135 \| 162 \| -2 \| TNA \| \| \| Comunicaciones \| Corrientes \| Mercedes \| 10 \| 4 \| 6 \| 767 \| 798 \| -2 \| La Liga, TNA \| \| \| Deportivo Norte \| Santa Fe \| Armstrong \| 5 \| 3 \| 2 \| 390 \| 369 \| +1 \| TNA \| \| \| Echagüe \| Entre Ríos \| Paraná \| 15 \| 7 \| 8 \| 1181 \| 1178 \| -1 \| TNA \| \| \| Estudiantes de Concordia \| Entre Ríos \| Concordia \| 5 \| 3 \| 2 \| 351 \| 333 \| +1 \| La Liga, Torneo Super 20 \| \| \| Estudiantes de Tucumán \| Tucumán \| San Miguel de Tucumán \| 2 \| 0 \| 2 \| 140 \| 158 \| -2 \| TNA \| \| \| Ferro \| C.A.B.A \| Caballito \| 7 \| 2 \| 5 \| 543 \| 608 \| -3 \| La Liga \| \| \| Gimnasia y Esgrima (CR) \| Chubut \| Comodoro Rivadavia \| 2 \| 0 \| 2 \| 128 \| 150 \| -2 \| La Liga \| \| \| Hindú \| Chaco \| Resistencia \| 16 \| 5 \| 11 \| 1185 \| 1259 \| -6 \| TNA \| \| \| Hispano Americano \| Santa Cruz \| Río Gallegos \| 2 \| 1 \| 1 \| 156 \| 153 \| 0 \| La Liga \| \| \| Independiente \| Santiago del Estero \| Santiago del Estero \| 18 \| 11 \| 7 \| 1448 \| 1336 \| +4 \| TNA \| \| \| Instituto \| Córdoba \| Córdoba \| 4 \| 1 \| 3 \| 320 \| 344 \| -2 \| La Liga, Torneo Super 20 \| \| \| Jachal B.C. \| San Juan \| Jachal \| 1 \| 0 \| 1 \| 83 \| 92 \| -1 \| TNA \| \| \| La Unión (Colón) \| Entre Ríos \| Colón \| 2 \| 1 \| 1 \| 150 \| 165 \| 0 \| TNA \| \| \| La Unión de Formosa \| Formosa \| Formosa \| 2 \| 1 \| 1 \| 167 \| 171 \| 0 \| La Liga \| \| \| Oberá Tenis Club \| Misiones \| Oberá \| 14 \| 11 \| 3 \| 1169 \| 1103 \| +8 \| TNA \| \| \| Obras Sanitarias \| C.A.B.A \| Nuñez \| 2 \| 0 \| 2 \| 168 \| 179 \| -2 \| La Liga \| \| \| Peñarol \| Buenos Aires \| Mar del Plata \| 2 \| 0 \| 2 \| 145 \| 160 \| -2 \| La Liga \| \| \| Platense \| Buenos Aires \| Florida (Vicente López) \| 1 \| 1 \| 0 \| 83 \| 70 \| +1 \| Supercopa \| \| \| Quilmes \| Buenos Aires \| Mar del Plata \| 2 \| 0 \| 2 \| 152 \| 180 \| -2 \| La Liga \| \| \| Quimsa \| Santiago del Estero \| Santiago del Estero \| 4 \| 1 \| 3 \| 283 \| 320 \| -2 \| La Liga \| \| \| Regatas Corrientes \| Corrientes \| Corrientes \| 2 \| 1 \| 1 \| 157 \| 154 \| 0 \| La Liga \| \| \| Riachuelo \| La Rioja \| La Rioja \| 2 \| 2 \| 0 \| 171 \| 152 \| +2 \| TNA \| \| \| Rivadavia \| Mendoza \| Rivadavia \| 3 \| 2 \| 1 \| 248 \| 235 \| +1 \| TNA \| \| \| Rosario Basket \| Santa Fe \| Rosario \| 1 \| 1 \| 0 \| 94 \| 74 \| +1 \| TNA \| \| \| San Isidro \| Córdoba \| San Francisco \| 12 \| 8 \| 4 \| 925 \| 889 \| +1 \| TNA \| \| \| San Lorenzo \| C.A.B.A \| Boedo \| 2 \| 1 \| 1 \| 155 \| 147 \| 0 \| La Liga \| \| \| San Martín de Corrientes \| Corrientes \| Corrientes \| 4 \| 1 \| 3 \| 300 \| 323 \| -2 \| La Liga \| \| \| Sarmiento \| Chaco \| Resistencia \| 4 \| 1 \| 3 \| 289 \| 300 \| -2 \| TNA \| \| \| Sportivo América \| Santa Fe \| Rosario \| 4 \| 3 \| 1 \| 322 \| 285 \| +2 \| TNA \| \| \| Sportivo Las Parejas \| Santa Fe \| Las Parejas \| 2 \| 2 \| 0 \| 188 \| 147 \| +2 \| TNA \| \| \| Tiro Federal \| Córdoba \| Morteros \| 14 \| 11 \| 3 \| 1117 \| 1003 \| +8 \| TNA \| \| \| Tomás de Rocamora \| Entre Ríos \| Concepción del Uruguay \| 1 \| 1 \| 0 \| 65 \| 64 \| +1 \| Torneo Super 4 \| \| \| UNCAus basket \| Chaco \| Roque Sáenz Peña \| 4 \| 3 \| 1 \| 311 \| 285 \| +2 \| TNA \| \| \| Unión \| Santa Fe \| Santa Fe \| 10 \| 4 \| 6 \| 809 \| 848 \| -2 \| TNA \| \| \| Villa Angela Basket \| Chaco \| Villa Ángela \| 8 \| 2 \| 6 \| 644 \| 692 \| -4 \| TNA \| \| \| Villa San Martín \| Chaco \| Resistencia \| 14 \| 8 \| 6 \| 1171 \| 1151 \| +2 \| TNA \| \| \| Weber bahia \| Buenos Aires \| Bahía Blanca \| 2 \| 0 \| 2 \| 143 \| 170 \| -1 \| La Liga \| \| \| Z: T O T A L \| 4 paises - 16 provincias \| 36 ciudades \| 257 \| 128 \| 129 \| 20. 203 \| 19. 985 \| (no se incluye al Torneo Federal) \| (no se incluye al Torneo Federal) \| \| \| Z: En Torneo Federal 2014-15 (se desconocen algunos datos) \| \| \| \| \| \| \| \| \| \| \| \| Atlético Rosario del Tala \| Entre Ríos \| Rosario del Tala \| 5 \| 3 \| 2 \| ? \| ? \| +1 \| Torneo Federal \| \| \| Club Facundo \| La Rioja \| La Rioja \| ? \| ? \| ? \| ? \| ? \| - \| Torneo Federal \| \| \| Nicolas Avellaneda \| Santiago del Estero \| Santiago del Estero \| ? \| ? \| ? \| ? \| ? \| - \| Torneo Federal \| \| \| Olimpia \| Catamarca \| San Fernando del V. de C. \| ? \| ? \| ? \| ? \| ? \| - \| Torneo Federal \| \| \| Parque Sur \| Entre Ríos \| Concepción del Uruguay \| 4 \| 1 \| 3 \| ? \| ? \| -2 \| Torneo Federal \| \| \| Río Grande \| Jujuy \| La Mendieta \| ? \| ? \| ? \| ? \| ? \| - \| Torneo Federal \| \| \| Sanjustino \| Santa Fe \| San Justo \| 5 \| 3 \| 2 \| ? \| ? \| +1 \| Torneo Federal \| \| \| San Martín \| La Rioja \| La Rioja \| ? \| ? \| ? \| ? \| ? \| - \| Torneo Federal \| \| \| Red Star \| Catamarca \| San Fernando del V. de C. \| ? \| ? \| ? \| ? \| ? \| - \| Torneo Federal \| \| \| Unión Orán \| Salta \| San Ramón de la N. Orán \| ? \| ? \| ? \| ? \| ? \| - \| Torneo Federal \| Incluye datos de: Liga Sudamericana, Liga Nacional, Liga Argentina-TNA, Torneo Super 20, Torneo Super 4, y Supercopa. No se incluyen encuentros amistosos. Actualizado hasta el 15 de octubre de 2021: Jachal 92 - 83 Salta |                                                            |                          |                           |     |     |     |         |         |                                   |                                   |
| | Club                                                       | País - Provincia         | Ciudad - Barrio           | PJ  | PG  | PP  | TF      | TC      | Dif PJ                            | Ámbito                            |
| | Z: En Torneos Internacionales                              |                          |                           |     |     |     |         |         |                                   |                                   |
| | Ciclista Olímpico                                          | Argentina                | La Banda                  | 1   | 0   | 1   | 73      | 80      | -1                                | Liga Sudamericana                 |
| | Barrack & Bay Basket                                       | Colombia                 | Isla de San Andrés        | 1   | 1   | 0   | 88      | 61      | +1                                | Liga Sudamericana                 |
| | Botafogo                                                   | Brasil                   | Río de Janeiro            | 2   | 1   | 1   | 134     | 127     | 0                                 | Liga Sudamericana                 |
| | Nacional                                                   | Uruguay                  | Montevideo                | 2   | 1   | 1   | 130     | 130     | 0                                 | Liga Sudamericana                 |
| | Z: En Torneos Nacionales                                   |                          |                           |     |     |     |         |         |                                   |                                   |
| | Ameghino                                                   | Córdoba                  | Villa María               | 7   | 4   | 3   | 557     | 569     | +1                                | TNA                               |
| | Argentino de Junín                                         | Buenos Aires             | Junín                     | 2   | 0   | 2   | 158     | 172     | -2                                | La Liga                           |
| | Asociación Mitre                                           | Tucumán                  | San Miguel de Tucumán     | 4   | 2   | 2   | 328     | 333     | 0                                 | TNA                               |
| | Atenas de Córdoba                                          | Córdoba                  | Córdoba                   | 4   | 1   | 3   | 333     | 247     | -2                                | La Liga, Torneo Super 20          |
| | Barrio Parque                                              | Córdoba                  | Córdoba                   | 12  | 5   | 7   | 948     | 976     | -2                                | TNA, Torneo Super 4               |
| | Boca Juniors                                               | C.A.B.A                  | La Boca                   | 2   | 1   | 1   | 131     | 131     | 0                                 | La Liga                           |
| | Central Argentino Olímpico                                 | Santa Fe                 | Ceres                     | 9   | 5   | 4   | 760     | 739     | +1                                | TNA                               |
| | Ciclista Olímpico                                          | Santiago del Estero      | La Banda                  | 4   | 4   | 0   | 310     | 206     | +4                                | La Liga, Torneo Super 20          |
| | Cólon                                                      | Santa Fe                 | Santa Fe                  | 2   | 0   | 2   | 135     | 162     | -2                                | TNA                               |
| | Comunicaciones                                             | Corrientes               | Mercedes                  | 10  | 4   | 6   | 767     | 798     | -2                                | La Liga, TNA                      |
| | Deportivo Norte                                            | Santa Fe                 | Armstrong                 | 5   | 3   | 2   | 390     | 369     | +1                                | TNA                               |
| | Echagüe                                                    | Entre Ríos               | Paraná                    | 15  | 7   | 8   | 1181    | 1178    | -1                                | TNA                               |
| | Estudiantes de Concordia                                   | Entre Ríos               | Concordia                 | 5   | 3   | 2   | 351     | 333     | +1                                | La Liga, Torneo Super 20          |
| | Estudiantes de Tucumán                                     | Tucumán                  | San Miguel de Tucumán     | 2   | 0   | 2   | 140     | 158     | -2                                | TNA                               |
| | Ferro                                                      | C.A.B.A                  | Caballito                 | 7   | 2   | 5   | 543     | 608     | -3                                | La Liga                           |
| | Gimnasia y Esgrima (CR)                                    | Chubut                   | Comodoro Rivadavia        | 2   | 0   | 2   | 128     | 150     | -2                                | La Liga                           |
| | Hindú                                                      | Chaco                    | Resistencia               | 16  | 5   | 11  | 1185    | 1259    | -6                                | TNA                               |
| | Hispano Americano                                          | Santa Cruz               | Río Gallegos              | 2   | 1   | 1   | 156     | 153     | 0                                 | La Liga                           |
| | Independiente                                              | Santiago del Estero      | Santiago del Estero       | 18  | 11  | 7   | 1448    | 1336    | +4                                | TNA                               |
| | Instituto                                                  | Córdoba                  | Córdoba                   | 4   | 1   | 3   | 320     | 344     | -2                                | La Liga, Torneo Super 20          |
| | Jachal B.C.                                                | San Juan                 | Jachal                    | 1   | 0   | 1   | 83      | 92      | -1                                | TNA                               |
| | La Unión (Colón)                                           | Entre Ríos               | Colón                     | 2   | 1   | 1   | 150     | 165     | 0                                 | TNA                               |
| | La Unión de Formosa                                        | Formosa                  | Formosa                   | 2   | 1   | 1   | 167     | 171     | 0                                 | La Liga                           |
| | Oberá Tenis Club                                           | Misiones                 | Oberá                     | 14  | 11  | 3   | 1169    | 1103    | +8                                | TNA                               |
| | Obras Sanitarias                                           | C.A.B.A                  | Nuñez                     | 2   | 0   | 2   | 168     | 179     | -2                                | La Liga                           |
| | Peñarol                                                    | Buenos Aires             | Mar del Plata             | 2   | 0   | 2   | 145     | 160     | -2                                | La Liga                           |
| | Platense                                                   | Buenos Aires             | Florida (Vicente López)   | 1   | 1   | 0   | 83      | 70      | +1                                | Supercopa                         |
| | Quilmes                                                    | Buenos Aires             | Mar del Plata             | 2   | 0   | 2   | 152     | 180     | -2                                | La Liga                           |
| | Quimsa                                                     | Santiago del Estero      | Santiago del Estero       | 4   | 1   | 3   | 283     | 320     | -2                                | La Liga                           |
| | Regatas Corrientes                                         | Corrientes               | Corrientes                | 2   | 1   | 1   | 157     | 154     | 0                                 | La Liga                           |
| | Riachuelo                                                  | La Rioja                 | La Rioja                  | 2   | 2   | 0   | 171     | 152     | +2                                | TNA                               |
| | Rivadavia                                                  | Mendoza                  | Rivadavia                 | 3   | 2   | 1   | 248     | 235     | +1                                | TNA                               |
| | Rosario Basket                                             | Santa Fe                 | Rosario                   | 1   | 1   | 0   | 94      | 74      | +1                                | TNA                               |
| | San Isidro                                                 | Córdoba                  | San Francisco             | 12  | 8   | 4   | 925     | 889     | +1                                | TNA                               |
| | San Lorenzo                                                | C.A.B.A                  | Boedo                     | 2   | 1   | 1   | 155     | 147     | 0                                 | La Liga                           |
| | San Martín de Corrientes                                   | Corrientes               | Corrientes                | 4   | 1   | 3   | 300     | 323     | -2                                | La Liga                           |
| | Sarmiento                                                  | Chaco                    | Resistencia               | 4   | 1   | 3   | 289     | 300     | -2                                | TNA                               |
| | Sportivo América                                           | Santa Fe                 | Rosario                   | 4   | 3   | 1   | 322     | 285     | +2                                | TNA                               |
| | Sportivo Las Parejas                                       | Santa Fe                 | Las Parejas               | 2   | 2   | 0   | 188     | 147     | +2                                | TNA                               |
| | Tiro Federal                                               | Córdoba                  | Morteros                  | 14  | 11  | 3   | 1117    | 1003    | +8                                | TNA                               |
| | Tomás de Rocamora                                          | Entre Ríos               | Concepción del Uruguay    | 1   | 1   | 0   | 65      | 64      | +1                                | Torneo Super 4                    |
| | UNCAus basket                                              | Chaco                    | Roque Sáenz Peña          | 4   | 3   | 1   | 311     | 285     | +2                                | TNA                               |
| | Unión                                                      | Santa Fe                 | Santa Fe                  | 10  | 4   | 6   | 809     | 848     | -2                                | TNA                               |
| | Villa Angela Basket                                        | Chaco                    | Villa Ángela              | 8   | 2   | 6   | 644     | 692     | -4                                | TNA                               |
| | Villa San Martín                                           | Chaco                    | Resistencia               | 14  | 8   | 6   | 1171    | 1151    | +2                                | TNA                               |
| | Weber bahia                                                | Buenos Aires             | Bahía Blanca              | 2   | 0   | 2   | 143     | 170     | -1                                | La Liga                           |
| | Z: T O T A L                                               | 4 paises - 16 provincias | 36 ciudades               | 257 | 128 | 129 | 20. 203 | 19. 985 | (no se incluye al Torneo Federal) | (no se incluye al Torneo Federal) |
| | Z: En Torneo Federal 2014-15 (se desconocen algunos datos) |                          |                           |     |     |     |         |         |                                   |                                   |
| | Atlético Rosario del Tala                                  | Entre Ríos               | Rosario del Tala          | 5   | 3   | 2   | ?       | ?       | +1                                | Torneo Federal                    |
| | Club Facundo                                               | La Rioja                 | La Rioja                  | ?   | ?   | ?   | ?       | ?       | -                                 | Torneo Federal                    |
| | Nicolas Avellaneda                                         | Santiago del Estero      | Santiago del Estero       | ?   | ?   | ?   | ?       | ?       | -                                 | Torneo Federal                    |
| | Olimpia                                                    | Catamarca                | San Fernando del V. de C. | ?   | ?   | ?   | ?       | ?       | -                                 | Torneo Federal                    |
| | Parque Sur                                                 | Entre Ríos               | Concepción del Uruguay    | 4   | 1   | 3   | ?       | ?       | -2                                | Torneo Federal                    |
| | Río Grande                                                 | Jujuy                    | La Mendieta               | ?   | ?   | ?   | ?       | ?       | -                                 | Torneo Federal                    |
| | Sanjustino                                                 | Santa Fe                 | San Justo                 | 5   | 3   | 2   | ?       | ?       | +1                                | Torneo Federal                    |
| | San Martín                                                 | La Rioja                 | La Rioja                  | ?   | ?   | ?   | ?       | ?       | -                                 | Torneo Federal                    |
| | Red Star                                                   | Catamarca                | San Fernando del V. de C. | ?   | ?   | ?   | ?       | ?       | -                                 | Torneo Federal                    |
| | Unión Orán                                                 | Salta                    | San Ramón de la N. Orán   | ?   | ?   | ?   | ?       | ?       | -                                 | Torneo Federal                    |

## Plantel y cuerpo técnico

### Plantel actual
Siguen de la temporada pasada
| - Leandro Hiriart (DT) - Diego Gerbaudo |

Pretemporada
| Altas - Lisandro Rasio - Gregorio Eseverri - Scott Cutley - Facundo Dellavalle - Lisandro Fernández - Federico Mariani |

## Jugadores destacados

### Jugadores extranjeros
- Eric Freeman (2014-2015)
- Makal Stibbins (2015-2016)
- Clarence Matthews (2016)
- Joel McIntosh (2016-2017)
- Tavorice Prowell (1.° semestre 2017)
- Emmanuel Okoye (1.° semestre 2017)
- Reginald Buckner (2.° semestre 2017)
- Randal Falker (2.° semestre 2017)
- Quinnel Brown (2.° semestre 2017)
- Ricky Harris (desde 2017)
- Al Thornton (2018)
- Leon Williams (1.° semestre 2018)
- Scott Cutley (2018-19)

## Entrenadores
- Ricardo De Cecco (2014 hasta 2018)
- Leandro Hiriart (desde 2018)

## Palmarés
Campeón del Torneo Súper 4 de la La Liga Argentina: 2019
Campeón de la Supercopa de la La Liga Argentina: 2019